# Црква Св. Николе (Велика Врбница)
Црква Св. Николе у Великој Врбници налази се на локалитету Соколац поред реке Пепељуше у Великој Врбници општине Александовац. Уписана је у листу заштићених споменика културе Републике Србије. 

## О цркви
Саграђен је 1821. године пожртвованим трудом попова Јована, Петронија и Георгија, а томе може посведочити камена плоча са уклесаним натписом поред северних врата. Врло је скромна сеоска црква, ситних димензија са полукружном олтарском апсидом, унутрашњи простор је прислоњеним пиластрима који носе луке подељен је на два травеја. Засведена је бачвастим сводом. у виду ниша су простори за проскомидију и ђаконикон организовани, док је уз јужни зид западног травеја прислоњен акросолијум у коме се сада пале свеће. Постоји само један декоративни елемент на спољашњим зидовима у виду зупчастог кровног венца изведеног од дијагонално постављене опеке и плитке нише изнад главног портала са представом патрона храма. Рад Настаса Томића из Крушевца од старог иконостаса само Крст са Распећем је сачуван. Солеа мањих димензија украшава под од камених плоча. Надгрбне плоче црквењака су посложене око цркве, са северне и јужне стране. Из 1784. године једна је од најстаријих.
Сврстава се у групу сакралних грађевина са почетка 19. века, а одликују је складна архитектонска решења.